# Дунгане в Казахстане
Дунгане в Казахстане в первые десятилетия XXI века превратились в крупнейшую дунганскую общину в центральноазиатском регионе (62 тыс. чел), опередив дунган Киргизии (60 тысяч) и Узбекистана. 3 000 дунганских беженцев поселились на территории Российской империи одной волной в 1880-е годы и за несколько десятилетий превратились в одну из самых многочисленных и быстрорастущих этнических общин республики. По оценке на 1 января 2014 года в республике проживало свыше 62 тысяч дунган, которые занимали 11-е место по численности населения. По сравнению с последней переписью населения КазССР их число в республике увеличилось более чем вдвое, что сделало дунган самым быстрорастущим народом Казахстана, наряду с турками.
По переписи населения Казахстана 2021 года дунган в стране было 78 817 человек
Важнейшую роль в сохранении и популяризации культурного наследия диаспоры в Казахстане играет Ассоциация дунган Казахстана (АДК). Традиционным занятием дунган является оросительное земледелие.

## Расселение
Для казахстанских дунган характерна высокая степень географической концентрации. Практически 85 % их общего числа ныне живут в Жамбылской области, из них 70 % в Кордайском районе, где дунгане составляют более 33 % населения. В основной своей массе дунгане остаются сельским народом, поддерживающим традиции многодетности, но в их среде есть и социально активная городская община в таких городах как Алматы (где дунгане давно укоренились и где их число вплотную приближается к 10 000) и Тараз (Джамбул). Сельские дунганские традиции и фольклор хорошо сохраняются в таких населённых пунктах как Сортобе, Масанчи, Жалпак-тобе, в микрорайонe «Заря Востока» под Алматы. Несмотря на значительную численность и давние связи с Казахстаном, система дунганоязычного образования в республике не сформировалась. Тем не менее, в рамках образовательной программы, а также факультативно и/или как самостоятельный предмет дунганский язык изучают 4853 учащихся дунганской национальности (первое место по популярности среди факультативных языков).

## СМИ
В Казахстане выходит дунганская газета Хуэймин Бо.

## История
Дунгане, а также сарт-калмаки не являются депортированными народами. Все они появились в среднеазиатских владениях Российской империи как вынужденные переселенцы после поражения антикитайского восстания в Северо-Западном Китае. Договор об Илийском крае передал большую часть Илийского края (порядка 80 %) империи Цин. Но 20 % территории Илийского края площадью около 23 тысячи км² была передана Российской империи с тем, чтобы все желающие войти в российское подданство могли там поселиться. Ныне эта территория занимает большую часть Уйгурского, Райымбекского и Панфиловского районов Алма-Атинской области Казахстана. Желание переселиться выразили в первую очередь мусульмане уйгурской, дунганской и калмыцкой национальностей. Интересен тот факт, что большая часть дунганских семей поселилась не на вышеуказанных территориях (которые активно заселили уйгуры), а ушла вглубь российской территории, расселившись по обоим берегам среднего течения реки Чу. В ходе территориального размежевания Средней Азии Чу стала приграничной рекой: таким образом произошло формальное разделение единой общины дунган на казахскую и киргизскую.

### Конфликт
7 февраля 2020 года в селе Масанчи Кордайского района Жамбылской области произошел конфликт, в котором участвовали казахи, дунгане и полицейские. 11 человек погибли, около 40 ранены, 30 домов и 23 автомобиля сожжены. Несколько тысяч дунган бежали в Киргизию, но по приглашению правительственной комиссии часть вернулась в свои дома.